# Cupa Cupelor 1981-1982
Sezonul 1981-1982 al Cupei Cupelor a fost câștigat de FC Barcelona, care a învins-o în finală pe Standard Liège.

## Runda preliminară
| Echipa 1              | Scor gen. | Echipa 2           | Tur | Retur |
| --------------------- | --------- | ------------------ | --- | ----- |
| Politehnica Timișoara | 2-5       | Lokomotive Leipzig | 2-0 | 0–5   |

### Prima manșă
| Politehnica Timișoara  | 2 – 0 | Lokomotive Leipzig |
| ---------------------- | ----- | ------------------ |
| Anghel 21' Nedelcu 28' |       |                    |

### A doua manșă
| Lokomotive Leipzig                             | 5 – 0 | Politehnica Timișoara |
| ---------------------------------------------- | ----- | --------------------- |
| Baum 22' Moldt 34' Zötzsche 61' Kurni 89', 90' |       |                       |

## Prima rundă
| Echipa 1              | Scor gen. | Echipa 2           | Tur | Retur      |
| --------------------- | --------- | ------------------ | --- | ---------- |
| Fram                  | 2-5       | Dundalk            | 2-1 | 0–4        |
| Ajax                  | 1-6       | Tottenham Hotspur  | 1-3 | 0–3        |
| Rostov                | 5-0       | Ankaragücü         | 3-0 | 2–0        |
| Eintracht Frankfurt   | (p) 2-2   | PAOK               | 2-0 | 0–2 (d.p.) |
| Swansea City          | 1-3       | Lokomotive Leipzig | 0-1 | 1–2        |
| Jeunesse Esch         | 2-7       | Velež Mostar       | 1-1 | 1–6        |
| Dukla Praga           | 4-2       | Rangers            | 3-0 | 1–2        |
| Barcelona             | 4-2       | Botev Plovdiv      | 4-1 | 0–1        |
| Vålerenga             | 3-6       | Legia Varșovia     | 2-2 | 1–4        |
| Lausanne              | (d) 4-4   | Kalmar             | 2-1 | 2–3        |
| KTP                   | 0-5       | Bastia             | 0-0 | 0–5        |
| Dinamo Tbilisi        | 4-2       | Grazer             | 2-0 | 2–2        |
| Enosis Neon Paralimni | 1-8       | Vasas              | 1-0 | 0–8        |
| Floriana              | 1-12      | Standard Liège     | 1-3 | 0–9        |
| Vejle                 | 2-4       | Porto              | 2-1 | 0–3        |
| Ballymena United      | 0-6       | Roma               | 0-2 | 0–4        |

### Prima manșă
| Fram                       | 2 – 1 | Dundalk        |
| -------------------------- | ----- | -------------- |
| Torfason 65' Steinsson 85' |       | Fairclough 35' |

| Ajax      | 1 – 3 | Tottenham Hotspur        |
| --------- | ----- | ------------------------ |
| Lerby 68' |       | Falco 19', 34' Villa 67' |

| Rostov                        | 3 – 0 | Ankaragücü |
| ----------------------------- | ----- | ---------- |
| Zavarov 41', 56' Andreyev 80' |       |            |

| Eintracht Frankfurt   | 2 – 0 | PAOK |
| --------------------- | ----- | ---- |
| Pezzey 12' Körbel 78' |       |      |

| Swansea City | 0 – 1 | Lokomotive Leipzig |
| ------------ | ----- | ------------------ |
|              |       | Kinne 69'          |

| Jeunesse Esch | 1 – 1 | Velež Mostar      |
| ------------- | ----- | ----------------- |
| Scheitler 73' |       | Mulahasanovic 88' |

| Dukla Praga                      | 3 – 0 | Rangers |
| -------------------------------- | ----- | ------- |
| Rada 4' Štambachr 33' Nehoda 71' |       |         |

| Barcelona                                       | 4 – 1 | Botev Plovdiv |
| ----------------------------------------------- | ----- | ------------- |
| Quini 25' Simonsen 27', 77' (pen.) Schuster 37' |       | Slavkov 82'   |

| Vålerenga         | 2 – 2 | Legia Varșovia           |
| ----------------- | ----- | ------------------------ |
| Jacobsen 35', 70' |       | Majewski 43' Okoński 61' |

| Lausanne            | 2 – 1 | Kalmar        |
| ------------------- | ----- | ------------- |
| Parietti 7' Kok 82' |       | Magnusson 35' |

| KTP | 0 – 0 | Bastia |
| --- | ----- | ------ |
|     |       |        |

| Dinamo Tbilisi                  | 2 – 0 | Grazer |
| ------------------------------- | ----- | ------ |
| Zvania 42' Shengelia 72' (pen.) |       |        |

| Enosis Neon Paralimni | 1 – 0 | Vasas |
| --------------------- | ----- | ----- |
| Goumenos 57'          |       |       |

| Floriana     | 1 – 3 | Standard Liège                               |
| ------------ | ----- | -------------------------------------------- |
| Aquilina 36' |       | Meeuws 23' Voordeckers 26' Vandersmissen 30' |

| Vejle                      | 2 – 1 | Porto     |
| -------------------------- | ----- | --------- |
| Andersen 29' Eg 41' (pen.) |       | Romeu 26' |

| Ballymena United | 0 – 2 | Roma              |
| ---------------- | ----- | ----------------- |
|                  |       | Chierico 63', 88' |

### A doua manșă
| Dundalk                                        | 4 – 0 | Fram |
| ---------------------------------------------- | ----- | ---- |
| Flanagan 4' Fairclough 23' Lawler 49' Duff 62' |       |      |

| Tottenham Hotspur                | 3 – 0 | Ajax |
| -------------------------------- | ----- | ---- |
| Galvin 69' Falco 76' Ardiles 81' |       |      |

| Ankaragücü | 0 – 2 | Rostov                   |
| ---------- | ----- | ------------------------ |
|            |       | Andreyev 67' Vorobev 71' |

| PAOK              | 2 – 0 | Eintracht Frankfurt |
| ----------------- | ----- | ------------------- |
| Kostikos 37', 63' |       |                     |

| Lokomotive Leipzig  | 2 – 1 | Swansea City |
| ------------------- | ----- | ------------ |
| Kinne 14' Moldt 22' |       | Charles 79'  |

| Velež Mostar                                               | 6 – 1 | Jeunesse Esch |
| ---------------------------------------------------------- | ----- | ------------- |
| Okuka 28', 37' Skočajić 46' Matijević 35', 86' Bajević 67' |       | Scheitler 81' |

| Rangers                | 2 – 1 | Dukla Praga   |
| ---------------------- | ----- | ------------- |
| Bett 43' MacDonald 44' |       | Štambachr 24' |

| Botev Plovdiv | 1 – 0 | Barcelona |
| ------------- | ----- | --------- |
| Slavkov 35'   |       |           |

| Legia Varșovia                                    | 4 – 1 | Vålerenga |
| ------------------------------------------------- | ----- | --------- |
| Baran 1' Adamczyk 6' Topolski 36' Miłoszewicz 90' |       | Moen 38'  |

| Kalmar                                | 3 – 2 | Lausanne             |
| ------------------------------------- | ----- | -------------------- |
| Persson 10' Ryf 42' (o.g.) Olsson 35' |       | Parietti 15' Kok 62' |

| Bastia                                       | 5 – 0 | KTP |
| -------------------------------------------- | ----- | --- |
| Cazes 23' Ihily 30', 51' Ponte 49' Milla 87' |       |     |

| Grazer                  | 2 – 2 | Dinamo Tbilisi            |
| ----------------------- | ----- | ------------------------- |
| Riedl 64' Schwicker 76' |       | Shengelia 40', 63' (pen.) |

| Vasas                                                                           | 8 – 0 | Enosis Neon Paralimni |
| ------------------------------------------------------------------------------- | ----- | --------------------- |
| Várady 33', 70' (pen.), 84' (pen.) Kiss 60', 81' Sebegyinszky 65' Izso 63', 81' |       |                       |

| Standard Liège                                                                                      | 9 – 0 | Floriana |
| --------------------------------------------------------------------------------------------------- | ----- | -------- |
| Voordeckers 12', 29', 57' Vandersmissen 32' Plessers 42', 60' Tahamata 65' (pen.) Haan 88' Graf 89' |       |          |

| Porto                        | 3 – 0 | Vejle |
| ---------------------------- | ----- | ----- |
| Magalhães 37', 41' Sousa 65' |       |       |

| Roma                                        | 4 – 0 | Ballymena United |
| ------------------------------------------- | ----- | ---------------- |
| Spinosi 27' Pruzzo 43', 50' Giovannelli 55' |       |                  |

## A doua rundă
| Echipa 1           | Scor gen. | Echipa 2            | Tur | Retur      |
| ------------------ | --------- | ------------------- | --- | ---------- |
| Dundalk            | 1-2       | Tottenham Hotspur   | 1-1 | 0–1        |
| Rostov             | 1-2       | Eintracht Frankfurt | 1-0 | 0–2        |
| Lokomotive Leipzig | (p) 2-2   | Velež Mostar        | 1-1 | 1–1 (d.p.) |
| Dukla Praga        | 1-4       | Barcelona           | 1-0 | 0–4        |
| Legia Varșovia     | 3-2       | Lausanne            | 2-1 | 1–1        |
| Bastia             | 2-4       | Dinamo Tbilisi      | 1-1 | 1–3        |
| Vasas              | 1-4       | Standard Liège      | 0-2 | 1–2        |
| Porto              | 2-0       | Roma                | 2-0 | 0–0        |

### Prima manșă
| Dundalk        | 1 – 1 | Tottenham Hotspur |
| -------------- | ----- | ----------------- |
| Fairclough 82' |       | Crooks 63'        |

| Rostov     | 1 – 0 | Eintracht Frankfurt |
| ---------- | ----- | ------------------- |
| Yashin 30' |       |                     |

| Lokomotive Leipzig  | 1 – 1 | Velež Mostar |
| ------------------- | ----- | ------------ |
| Zötzsche 31' (pen.) |       | Vukoje 47'   |

| Dukla Praga | 1 – 0 | Barcelona |
| ----------- | ----- | --------- |
| Kozák 14'   |       |           |

| Legia Varșovia        | 2 – 1 | Lausanne |
| --------------------- | ----- | -------- |
| Adamczyk 8' Baran 32' |       | Kok 22'  |

| Bastia    | 1 – 1 | Dinamo Tbilisi |
| --------- | ----- | -------------- |
| Milla 63' |       | Gutsaev 36'    |

| Vasas | 0 – 2 | Standard Liège    |
| ----- | ----- | ----------------- |
|       |       | Tahamata 51', 59' |

| Porto               | 2 – 0 | Roma |
| ------------------- | ----- | ---- |
| Walsh 41' Costa 46' |       |      |

### A doua manșă
| Tottenham Hotspur | 1 – 0 | Dundalk |
| ----------------- | ----- | ------- |
| Crooks 63'        |       |         |

| Eintracht Frankfurt         | 2 – 0 | Rostov |
| --------------------------- | ----- | ------ |
| Pezzey 3' Lorant 39' (pen.) |       |        |

| Velež Mostar | 1 – 1 | Lokomotive Leipzig  |
| ------------ | ----- | ------------------- |
| Bajević 22'  |       | Zötzsche 72' (pen.) |

| Barcelona                                      | 4 – 0 | Dukla Praga |
| ---------------------------------------------- | ----- | ----------- |
| Morán 3' Sánchez 10' Alexanko 39' Schuster 83' |       |             |

| Lausanne        | 1 – 1 | Legia Varșovia |
| --------------- | ----- | -------------- |
| Ley-Raveilo 85' |       | Baran 48'      |

| Dinamo Tbilisi                      | 3 – 1 | Bastia    |
| ----------------------------------- | ----- | --------- |
| Shengelia 15', 74' Sulakvelidze 60' |       | Milla 90' |

| Standard Liège       | 2 – 1 | Vasas     |
| -------------------- | ----- | --------- |
| Voordeckers 10', 84' |       | Híres 67' |

| Roma | 0 – 0 | Porto |
| ---- | ----- | ----- |
|      |       |       |

## Sferturi
| Echipa 1           | Scor gen. | Echipa 2            | Tur | Retur |
| ------------------ | --------- | ------------------- | --- | ----- |
| Tottenham Hotspur  | 3–2       | Eintracht Frankfurt | 2–0 | 1–2   |
| Lokomotive Leipzig | 2–4       | Barcelona           | 0–3 | 2-1   |
| Legia Varșovia     | 0–2       | Dinamo Tbilisi      | 0–1 | 0–1   |
| Standard Liège     | 4–2       | Porto               | 2–0 | 2–2   |

### Prima manșă
| Tottenham Hotspur     | 2 – 0 | Eintracht Frankfurt |
| --------------------- | ----- | ------------------- |
| Miller 59' Hazard 80' |       |                     |

| Lokomotive Leipzig | 0 – 3 | Barcelona                        |
| ------------------ | ----- | -------------------------------- |
|                    |       | Quini 56' Morán 85' Simonsen 90' |

| Legia Varșovia | 0 – 1 | Dinamo Tbilisi  |
| -------------- | ----- | --------------- |
|                |       | Sulakvelidze 9' |

| Standard Liège                   | 2 – 0 | Porto |
| -------------------------------- | ----- | ----- |
| Englebert 30' Gabriel 67' (o.g.) |       |       |

### A doua manșă
| Eintracht Frankfurt | 2 – 1 | Tottenham Hotspur |
| ------------------- | ----- | ----------------- |
| Borchers 2' Cha 15' |       | Hoddle 80'        |

| Barcelona | 1 – 2 | Lokomotive Leipzig      |
| --------- | ----- | ----------------------- |
| Morán 15' |       | Kühn 41' Bornschein 48' |

| Dinamo Tbilisi | 1 – 0 | Legia Varșovia |
| -------------- | ----- | -------------- |
| Shengelia 30'  |       |                |

| Porto                 | 2 – 2 | Standard Liège                |
| --------------------- | ----- | ----------------------------- |
| Jacques 58' Walsh 70' |       | Lecloux 45' Vandersmissen 68' |

## Semifinale
| Echipa 1          | Scor gen. | Echipa 2       | Tur | Retur |
| ----------------- | --------- | -------------- | --- | ----- |
| Tottenham Hotspur | 1–2       | Barcelona      | 1–1 | 0–1   |
| Dinamo Tbilisi    | 0–2       | Standard Liège | 0–1 | 0–1   |

### Prima manșă
| Tottenham Hotspur | 1 – 1 | Barcelona |
| ----------------- | ----- | --------- |
| Roberts 85'       |       | Olmo 60'  |

| Dinamo Tbilisi | 0 – 1 | Standard Liège |
| -------------- | ----- | -------------- |
|                |       | Daerden 41'    |

### A doua manșă
| Standard Liège | 1 – 0 | Dinamo Tbilisi |
| -------------- | ----- | -------------- |
| Daerden 22'    |       |                |

| Barcelona    | 1 – 0 | Tottenham Hotspur |
| ------------ | ----- | ----------------- |
| Simonsen 46' |       |                   |

## Finala
| Barcelona                | 2 – 1 | Standard Liège   |
| ------------------------ | ----- | ---------------- |
| Simonsen 45+2' Quini 63' |       | Vandersmissen 8' |